# Altfrid Heger
Altfrid Heger, född den 24 januari 1958 i Essen är en tysk racerförare.
Heger är tvåfaldig vinnare av Nürburgring 24-timmars och tvåfaldig vinnare av Spa 24-timmars.